# رأس المال الطبيعي

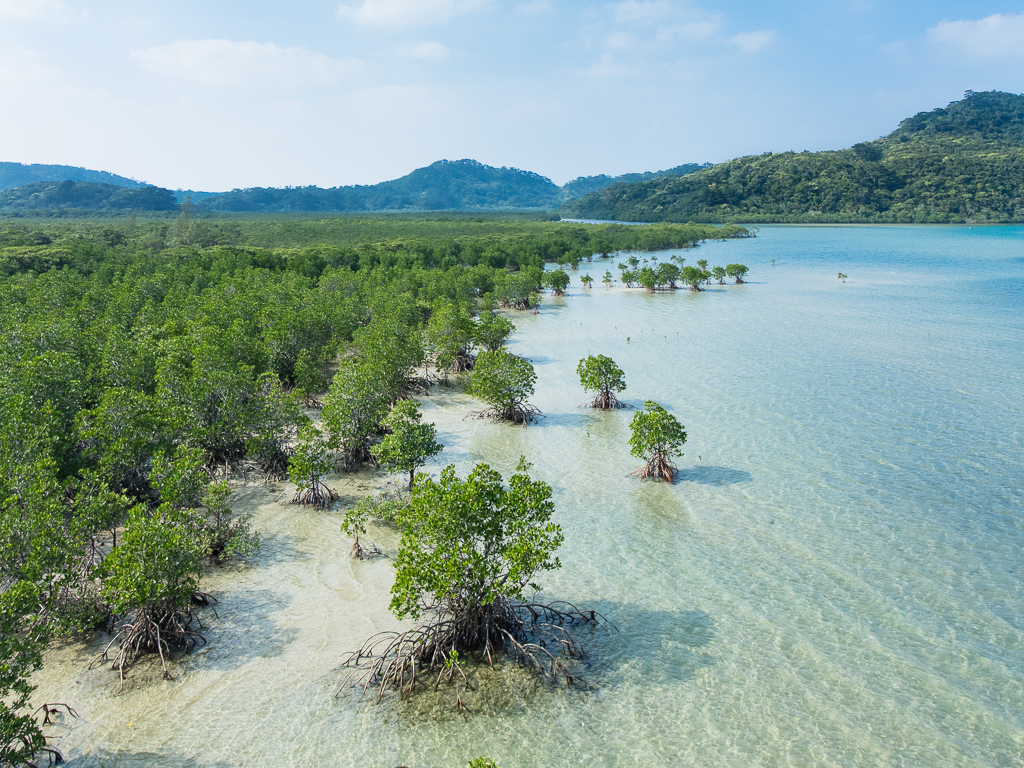
مستنقع مانغروف في جزيرة إريوموتيه اليابانية التي يعود وجودها بالنفع بالنسبة لتراكم الرواسب والحماية الساحلية والاستنبات الزراعي ومناطق وضع بيض الأسماك والتي بدورها تعود بالنفع الاقتصاد على البلدات المعتمدة في عيشها على صيد السمك. تعرض ما لا يقل عن 35% من مستنقعات المانغروف في العالم للتدمير في مدة عشرين عامًا فقط

رأس المال الطبيعي (بالإنجليزية: Natural capital)‏، هو المخزون العالمي من الموارد الطبيعية التي تشمل الجيولوجيا، والتربة، والهواء، والماء وكل الكائنات الحية. تزود بعض الأصول الطبيعية الناس بالبضائع والخدمات المجانية التي تدعى غالباً بخدمات النظام البيئي. تشكل اثنتان منها (الماء العذب والتربة الخصبة) الأساس لاقتصادنا ومجتمعنا وتجعل حياة البشر ممكنة.
وهو امتداد للمفهوم الاقتصادي لرأس المال (الموارد التي تمكننا من إنتاج موارد أكثر) للبضائع والخدمات التي تقدمها البيئة الطبيعية. مثلاً، يقدّم النهر أو الغابة المحافظ عليهما  تدفقًا دائمًا من الأشجار والأسماك، أما فرط استخدام هذه الموارد يؤدي إلى انحسار دائم في مخزون الخشب والسمك. يوفر رأس المال الطبيعي خدمات أساسية للناس كمستجمعات المياه وضبط انجراف التربة وتلقيح المحاصيل عن طريق الحشرات، ما يضمن بدوره البقاء الطويل للموارد الطبيعية الأخرى. وبما أن المخزون المستمر للخدمات من أصول رأس المال الطبيعية المتوفرة يعتمد على بيئة صحية تقوم بوظائفها، فإن بنية وتنوع المواطن والأنظمة البيئية يشكلان مكونين هامين لرأس المال الطبيعي.
تساعد الطرق التي تدعى «فحوصات أصول رأس المال الطبيعي» صانعي القرار على فهم الطريقة التي ستؤثر بها التغيرات الحالية والمستقبلية لأصول رأس المال الطبيعي على سلامة الإنسان والاقتصاد.

## تاريخ المفهوم
استخدم مصطلح «رأس المال الطبيعي» للمرة الأولى عام 1973 من قبل إيرنست فريتز شوماخر في كتابه «الصغير جميل» وطوِّرَ أكثر من قبل هيرمان دالي وروبرت كوستانزا ومؤسسين آخرين لعلم الاقتصاد البيئي، وذلك كجزء من النقد الشامل لعيوب علم الاقتصاد التقليدي. إن رأس المال الطبيعي هو مفهوم مركزي للتخمين الاقتصادي لتقييم خدمات النظام البيئي، والذي يدور حول الفكرة التي مفادها أن الحياة غير البشرية تنتج بضائع وخدمات هامة للحياة. وعليه يعتبر رأس المال الطبيعي ضرورياً لاستمرارية الاقتصاد.
في التحليل الاقتصادي التقليدي لعوامل الإنتاج، يصنف رأس المال الطبيعي على شكل «الأرض» مختلفاً عن «رأس المال» التقليدي. إن التمييز التاريخي بين «الأرض» و«رأس المال» عرّف الأرض بأنها موجودة في الطبيعة بمخزون ثابت، بينما «رأس المال» في تعريفه الأصلي يشير إلى الخدمات التي صنعها الإنسان (مثل مذهب الجورجية). على أي حال، من التضليل أن ننظر للأرض بصفتها ذات مقدرة إنتاجية ثابتة، لأنه من الممكن تحسين أو إضعاف رأس المال الطبيعي من خلال أفعال البشر على مر الوقت (انظر تراجيديا المشاع). وعلاوة على ذلك، يعود رأس المال الطبيعي بالفوائد والبضائع كالأخشاب أو الطعام، التي يستطيع الإنسان حصدها. تتشابه هذه الفوائد مع تلك التي يحققها مالكو رأس المال الهيكلي والتي تدر بضائع أكثر. إن المعمل الذي ينتج سيارات هو كشجرة التفاح التي تنتج تفاحًا.
يجتمع علماء البيئة مع علماء الاقتصاد لقياس وتعبير قيم ثروة الأنظمة البيئية بغية إيجاد حلول لأزمة التنوع الحيوي. حاول بعض الباحثين أن يضعوا الدولار لخدمات النظام البيئي كقيمة مساهمة للغابة الكندية الشمالية في خدمات النظام البيئي العالمي. إذا كانت الغابة الشمالية سليمة بيئياً ستقدر قيمتها بحوالي 3.7 تريليون دولار أميركي. يعد النظام البيئي للغابة الشمالية من أهم المنظِّمات الجوية الضخمة للكوكب، ويخزن كربونًا أكثر من أي منطقة أحيائية على كوكبنا. تقدر القيمة السنوية للخدمات البيئية للغابة الشمالية بما يقارب 93.2 بليون دولار أميركي أو أعظم بمقدار 2.5 من القيمة السنوية لاستخراج الموارد.
إن القيمة الاقتصادية لـ 17 خدمة بيئية لكامل المحيط الحيوي (محسوبة عام 1997) لها قيمة متوسطة تقديرياً تعادل 33 تريليون دولار أميركي سنويًا. لا تشمل هذه القيم الاقتصادية البيئية حالياً في حسابات الدخل الوطني أو الناتج المحلي الإجمالي، ولا تتمتع بمزايا للسعر لأنها موجودة في الغالب خارج الأسواق العالمية.
تستمر خسارة رأس المال الطبيعي بالتزايد وتمر مهملة أو غير ملحوظة أمام التحليل النقدي السائل. إن المفهوم الأساسي ليس جدلياً ضمن المجتمع الدولي على الرغم من وجود غموض حيال أفضل طريقة لتقييم النواحي المختلفة للصحة البيئية وخدمات الأنظمة البيئية ورأس المال الطبيعي. محاسبة كامل التكاليف، والخط ثلاثي الأساس، وقياس السلامة هي من مقترحات الإصلاح المحاسبي الذي يشمل غالباً اقتراحات بشأن قياس «العجز البيئي» أو «العجز الطبيعي» بجانب العجز المالي والاجتماعي. من الصعب قياس هذا النوع من العجز من دون الاتفاق على طرق تقييم ومراجعة الحسابات على الأقل للأشكال العالمية لرأس المال الطبيعي (مثلاً: قيمة الهواء والتراب والماء).
كل الاستخدامات الحالية لهذا المصطلح تميز بين رأس المال الطبيعي والصناعي والهيكلي بطريقة ما. تستخدم المؤشرات التي تبناها المركز العالمي لرصد حفظ البيئة التابع لبرنامج البيئة للأمم المتحدة ومنظمة التعاون الاقتصادي والتنمية لقياس التنوع الحيوي الطبيعي المصطلح بطريقة أكثر دقة نوعاً ما.
وفقاً لمنظمة التشارك والتطوير الاقتصادي، يعد رأس المال الطبيعي «الأصول الطبيعية بدورها في تقديم مدخلات الموارد الطبيعية والخدمات البيئية للإنتاج الاقتصادي، وعموماً يشمل ثلاث فئات رئيسية: مخازن الموارد الطبيعية والأرض والأنظمة البيئية».
استُخدِمَ مفهوم «رأس المال الطبيعي» في مشروع «بيوسفير 2» والنموذج الاقتصادي «ناتشرال كبيتاليزم» لبول هوكين وأموري لوفينز وهانتر لوفنز. مؤخراً، بدأ استخدامه من قبل السياسيين كرالف نادر وبول مارتن جونير ووكالات الحكومة البريطانية، من بينها لجنة رأس المال الطبيعي ومرصد صحة لندن.
في الرأسمالية الطبيعية: يزعم كاتب «خلق الثورة الصناعية القادمة» أن الثورة الصناعية القادمة تعتمد على اعتناق استراتيجيات مركزية، و«الحفاظ على الموارد من خلال عمليات تصنيع أكثر فعالية، وإعادة استخدام المواد كما توجد في أنظمة الطبيعة، وتغيير القيم من الكم إلى النوع، والاستثمار في رأس المال الطبيعي أو استعادة الموارد الطبيعية والحفاظ عليها».

## الإعلان عن رأس المال الطبيعي
في يونيو 2012 أُطلق «الإعلان عن رأس المال الطبيعي» في قمة «ريو20+» التي عقدت في البرازيل. مبادرة من القطاع المالي العالمي، وقع عليها 40 مديرًا تنفيذيًا من أجل «دمج اعتبارات رأس المال الطبيعي مع القروض، الأسهم، الدخل المحدد، منتجات التأمين، المحاسبة، الإظهار وإطارات عمل التقارير». عملوا مع منظمات داعمة لتطوير أدوات ومقاييس لدمج عوامل رأس المال الطبيعي في بنى العمل الموجودة. باختصار، الأهداف الأربعة الرئيسة هي:
- زيادة فهم الاعتماد التجاري على أصول رأس المال الطبيعي.
- دعم تطوير أدوات دمج اعتبارات رأس المال الطبيعي في عملية صناعة القرار لكل الخدمات والمنتجات المالية.
- المساعدة في بناء إجماع عالمي على دمج رأس المال الطبيعي مع محاسبة القطاع الخاص وصناعة القرار.
- تشجيع الإجماع على التقرير المدمج ليحوي رأس المال الطبيعي كأحد المكونات الرئيسة لنجاح المنظمة.